# Poligny (Jura)
Poligny é uma comuna francesa na região administrativa de Borgonha-Franco-Condado, no departamento de Jura. Estende-se por uma área de 50,22 km². Em 2010 a comuna tinha 4 409 habitantes (densidade: 87,8 hab./km²).